# Tàn tích siêu tân tinh G1.9+0.3
G1.9+0.3 là tàn tích siêu tân tinh trẻ nhất được biết đến nằm trong dải Ngân hà. Tàn tích này được phát hiện qua kết hợp dữ liệu từ sự quan sát của hai kính thiên văn chụp tia X Chandra của NASA, và dùng Mảng 27 kính Thiên Văn radio VLA(Very Large Array) của NRAO, Vụ nổ hình thành siêu tân tinh được cho là chỉ vừa xảy ra cách đây 25.000 nghìn năm, và các tín hiệu đến được hành tinh của chúng ta từ 140 năm trước. Trước phát hiện này, tàn tích siêu tân tinh trẻ nhất trong Ngân hà được biết đến là Cassiopeia A, tới chỗ chúng ta khoảng 330 năm trước. Tàn tích này có bán kính vào cỡ trên 1,3 năm ánh sáng.

## Việc phát hiện

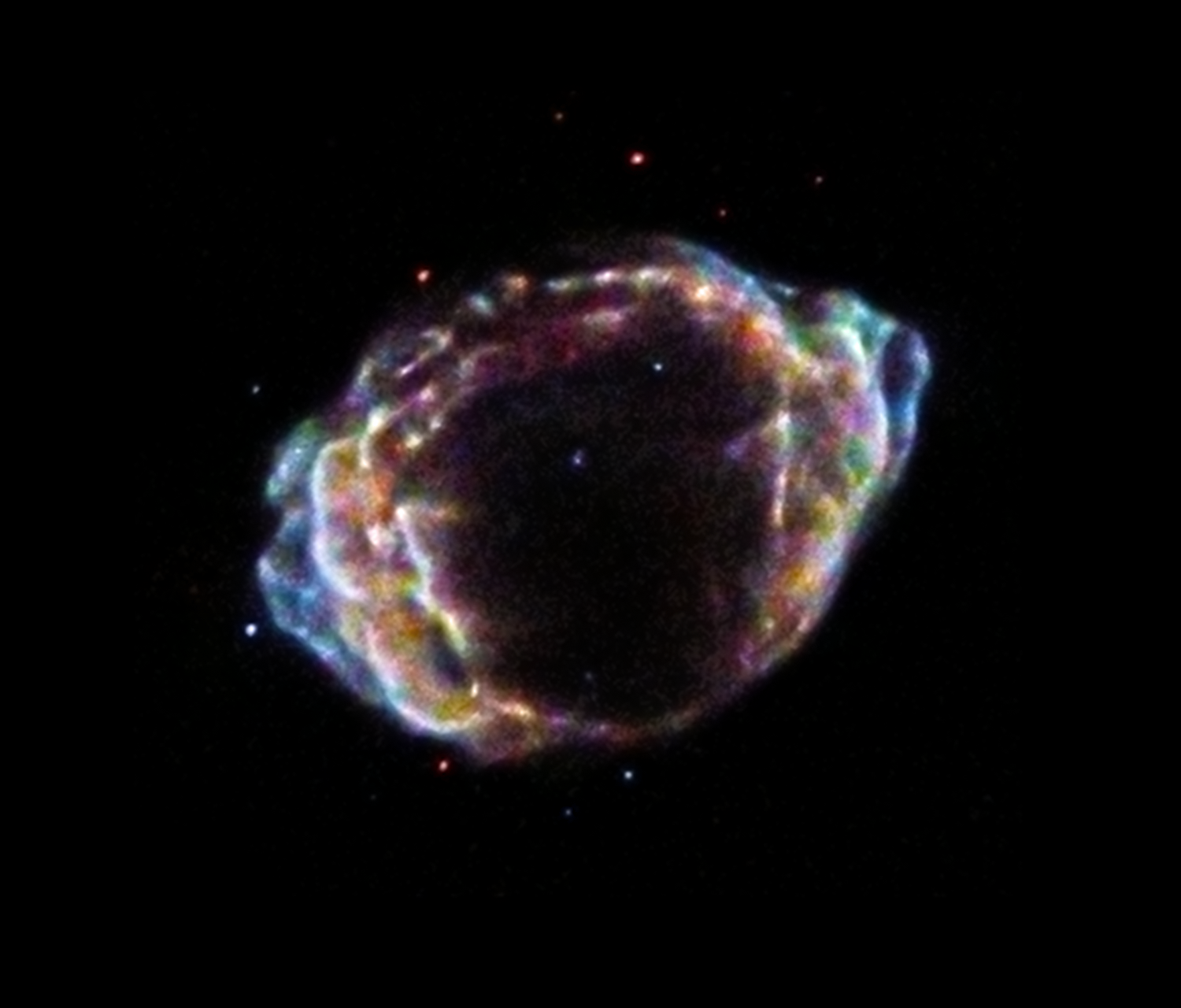
Ảnh phóng to

G1.9+0.3 nằm cách Trái Đất 25.000 năm ánh sáng, đã được nhận biết đến lần đầu tiên vào năm 1985 là một nguồn phát xạ radio mạnh trong thiên hà của chúng ta qua Mảng 27 kính thiên văn Radio VLA. Năm 2007, những bức ảnh của kính thiên văn Chandra X-Ray chụp được cho thấy có vẻ giống một tàn tích siêu tân tinh, sau khi so sánh với những bức ảnh từ 1985. Sự chênh lệch giữa kích cỡ đã giúp các nhà thiên văn học tính toán ra được thời điểm vụ nổ xảy ra, vào khoảng những năm 1868 (tính theo thời gian của Trái Đất). Năm 2008, sau nhiều lần quan sát bằng VLA khẳng định G1.9+0.3 đang bành trướng một cách nhanh chóng, với tốc độ được tính toán ra vào khoảng 56 triệu km trên giờ, tương đương cỡ 5% vận tốc ánh sáng.
Các nhà thiên văn học này đã không được quan sát bằng mắt thường tàn tích này vào thời điểm vụ nổ xảy ra, do nó nằm khá gần trung tâm thiên hà, và bị che bởi các đám mây bụi. Chỉ có các tia X thiên văn hay sóng radio thiên văn mới xuyên qua các đám mây bụi và tới được hành tinh của chúng ta.
Tọa độ của G1.9+0.3 nằm ở xích kinh 17 giờ 48 phút 45.4 giây, xích vĩ -27 độ 10 phút 06 giây, theo hướng chòm sao Nhân Mã, gần với Xà Phu.

## Thông báo
Phát hiện này đã được NASA thông báo ngày 14 tháng 5 năm 2008 trong một cuộc họp báo. Trước đó, NASA chỉ từng tiết lộ họ đang sắp sửa "công bố một phát hiện về một vật thể trong Ngân hà mà các nhà thiên văn của họ đã tìm kiếm trong suốt hơn 50 qua".